# Miquel Mas Ferrà
Miquel Mas Ferrà (Palma de Mallorca, 1950) es un escritor de las islas Baleares, España. Trabaja en una entidad bancaria. Ha colaborado con las publicaciones Cort, Diario de Mallorca, Última Hora y Diari de Balears. Su poesía está influida por Rainer Maria Rilke, Arthur Rimbaud y Paul Verlaine. En 1995 fue galardonado con el Premio Andròmina de narrativa. Es miembro de la Associació d'Escriptors en Llengua Catalana.

## Obras

### Poesía
- Mediterrània, un cel esquinçat (1985)

### Narrativa
- Massa temps amb els ulls tancats (1976), Premio Joan Ballester de narrativa
- L'àngel blau (1991)
- L'ocell del paradís (1992)
- Camí de palau (1996), Premio Andròmina de narrativa
- La Rosa d’hivern (1998) finalista Premio Sant Jordi
- Riberes de plata (2004)
- El cel dins la memòria (2007), Premio Ciudad de Palma